# I Don't Want You Back
I Don't Want You Back är ett album från 2004 av Eamon Doyle. Finns tre versioner av albumet: ett är censurerat, ett original och den tredje versionen finns inte As's Is Fat med.

## Låtlista
1. Intro
2. I Love Them Ho's (Ho-Wop)
3. Somethin Strange (Feat Rap Legend Milk Dee)
4. On & On
5. Fuck It (I Don't Want You Back)
6. Get Off My Dick (Feat Rap Legend Milk Dee)
7. Girl Act Right
8. My Baby's Lost
9. I Want You So Bad
10. 4 Rest Of Your Life
11. All Over Love
12. Controversy
13. Lo Rida (Feat N O R E)
14. I'd Rather Fuck With You
15. Finally
16. As's Is Fat (Feat Fcm)